# Catherine van Campen
 (octobre 2018).
Si vous disposez d'ouvrages ou d'articles de référence ou si vous connaissez des sites web de qualité traitant du thème abordé ici, merci de compléter l'article en donnant les références utiles à sa vérifiabilité et en les liant à la section « Notes et références ».
Catherine van Campen, née 1970 aux Pays-Bas, est une réalisatrice et scénariste néerlandaise.

## Filmographie
- 2009 : Drona & Me
- 2011 : Painful Painting[2]
- 2011 :Flying Anne[3]
- 2013 : Joan’s Boys[4]
- 2016 : Garage 2.0
- 2016 : Zaatari Djinn[5]
- 2018 : Mother's Balls[6]

## Crédit d'auteurs
- (nl) Cet article est partiellement ou en totalité issu de l’article de Wikipédia en néerlandais intitulé « Catherine van Campen » (voir la liste des auteurs).